# Trần Văn Phác
Trần Văn Phác (1926–2012) Thiếu tướng Quân đội nhân dân Việt Nam , là nhà văn, nhà báo Việt Nam, Phó Chủ nhiệm Tổng cục Chính trị, Bộ trưởng Bộ Văn hóa những năm đầu thời kỳ đổi mới, Chủ nhiệm chính trị Chiến dịch Hồ Chí Minh . Ủy viên Trung Ương Đảng khoá V,VI. Đại biểu Quốc hội Việt Nam Quốc hội Việt Nam khóa IX, khóa X, thuộc đoàn đại biểu Hà Nội..

## Tiểu sử
Ông quê ở huyện Yên Mỹ, tỉnh Hưng Yên.
Năm 1945 chàng thanh niên 19 tuổi tham gia Khởi nghĩa tháng Tám ở Yên Mỹ (Hưng Yên). Tham gia khởi nghĩa giành chính quyền ở quê hương xong, ông về Hà Nội và vinh dự trực tiếp bảo vệ lễ mít tinh lịch sử khi Hồ Chủ tịch đọc Tuyên ngôn Độc lập tại Quảng trường Ba Đình.
Cách mạng tháng Tám thành công, theo đơn vị Giải phóng quân của tướng Vương Thừa Vũ, Văn Phác chính thức gia nhập Quân đội nhân dân Việt Nam. Nhận thấy chất văn trong người lính Văn Phác rất rõ, quân đội điều ông sang báo Khu Hai kháng chiến. Chính ủy khu là Văn Tiến Dũng đã đề nghị nhà báo Xuân Thủy dạy nghề báo thêm cho Văn Phác và sau đó ông về làm tờ báo Liên khu Ba. Rồi ít lâu sau Văn Phác sang làm Chủ nhiệm chính trị mặt trận Tây Tiến,...
Năm 1949 khi quân đội thành lập một số đơn vị chủ lực, Văn Phác sau khi hoàn thành khóa học đầu tiên trường Nguyễn Ái Quốc được điều động về làm Chủ nhiệm Chính trị Trung đoàn Sông Lô, tham gia giải phóng Cao Bắc Lạng.
Năm 1954, Văn Phác tham gia đội hình sư đoàn 312 trực tiếp tấn công tập đoàn cứ điểm Điện Biên Phủ. Sau chiến thắng Điện Biên về tiếp quản Thủ đô, Văn Phác được cử làm Chủ nhiệm đầu tiên Tạp chí Văn nghệ Quân đội, và sau đó là Tổng biên tập báo Quân đội nhân dân.
Ông tham gia Đại hội thành lập Hội Nhà văn VN năm 1957, với tư cách là hội viên sáng lập, rồi cầm bút gần 60 năm. Với bút danh Trần Hương Nam, ông viết tác phẩm 'Không còn con đường nào khác' viết về cuộc đời nữ tướng Nguyễn Thị Định trong kháng chiến chống Mỹ. Năm 2007, ông ra mắt công chúng Tuyển tập Văn Phác.
Năm 1964, sau 10 năm hòa bình được sống cùng gia đình trên miền Bắc, ông lấy tên mới Tám Trần, bắt đầu chặng đường 11 năm cầm súng ngoài mặt trận. Ông cận kề những nhân vật lịch sử lớn: Nguyễn Chí Thanh, Phạm Hùng, Hoàng Văn Thái, Nguyễn Thị Định... Với tư cách là Chánh văn phòng Quân ủy miền, Bí thư riêng của Đại tướng Nguyễn Chí Thanh, rồi Chủ nhiệm Cục Chính trị Quân giải phóng, Chính ủy Binh đoàn 232 trong Chiến dịch Hồ Chí Minh lịch sử, ông đã là người có mặt khắp các chiến trường Nam bộ cho đến ngày đất nước hoàn toàn giải phóng,...
Ngày toàn thắng trở về, ông được phong quân hàm Thiếu tướng Quân đội nhân dân Việt Nam, giữ trọng trách là Phó Chủ nhiệm Tổng cục Chính trị Quân đội nhân dân Việt Nam.
Sau đó ông chuyển sang ngành văn hóa, làm Thứ trưởng Bộ Văn hóa (1986–1987 )rồi Bộ trưởng Bộ Văn hóa khi đất nước bước vào Đổi mới (1987–1990). Thời làm Bộ trưởng Bộ Văn hóa (16 tháng 2 năm 1987 – 31 tháng 3 năm 1990), ông bắt đầu khơi thông lại lễ hội văn hóa như một di sản, một sân chơi dân gian đặc biệt để góp phần giữ gìn bản sắc dân tộc, đồng thời nâng tầm việc công nhận di tích LSVH với tấm Bằng công nhận di tích in đẹp trên giấy tốt khổ lớn có hoa văn tựa như sắc phong thuở trước
Ông là Ủy viên Ban Chấp hành Trung ương Đảng Cộng sản Việt Nam khóa V, khóa VI, Đại biểu Quốc hội khóa VIII (1986–1990).
Năm 1990 sau khi nghỉ công tác bên chính quyền, ông chuyển sang công tác đoàn thể, làm Đại biểu Quốc hội khóa IX (1992–1997) và khóa X (1997–2002), Phó Chủ nhiệm Ủy ban Đối ngoại của Quốc hội các khóa VIII (1987–1990), khóa IX (1992–1997); Ủy viên Đoàn chủ tịch Liên hiệp các tổ chức hữu nghị Việt Nam với các nước; Chủ tịch nhóm Nghị sĩ hữu nghị Việt – Nhật, Phó Bí thư Đảng đoàn Mặt trận Tổ quốc Việt Nam, Ủy viên Thường vụ Hội Cựu Chiến binh Việt Nam, Chủ tịch Hội Cựu Chiến binh Hà Nội.
Trần Văn Phác từ trần lúc 15h55 ngày 29 tháng 8 năm 2012 tại Bệnh viện Quân y 108 Hà Nội, hưởng thọ 86 tuổi. Ông được an táng tại Nghĩa trang Mai Dịch.

## Vinh danh
- Huân chương Độc lập hạng Nhất,
- huân chương Quân công hạng nhất,
- huân chương Quân công giải phóng hạng nhì,
- huân chương Kháng chiến hạng nhất,
- huân chương Chiến thắng hạng nhất,
- huân chương Chiến sĩ vẻ vang hạng nhất, nhì, ba;
- huân chương Chiến sĩ giải phóng hạng nhất, nhì, ba;
- Huy chương Quân kỳ quyết thắng và nhiều huy chương khác
- Huy hiệu 60 năm tuổi Đảng và 65 năm tuổi Đảng.